# Katja Luján Engelholm
Katja Luján Engelholm, född 14 juni 1991 i Stockholm, är en svensk dansare.  
Engelholm har varit med i svenska landslaget och representerat Sverige på ett flertal EM och VM i dans, vilket ledde till att hon fick erbjudandet att coacha kändisar i Let's Dance (TV-program) på TV4.
2018 gjorde Engelholm sin första säsong i Let’s Dance. Hon coachade och dansade tillsammans med Jon Henrik Fjällgren och de vann hela tävlingen. 2021 gjorde Engelholm sin andra säsong i Let’s Dance och tog sig då tillsammans med Anis Don Demina till final, men förlorade mot Filip Lamprecht och hans danspartner Linn Hegdal. 2022 dansade Engelholm med Eric Saade, och gick hela vägen och vann därmed sin andra guldsko.
I februari 2023 meddelade Engelholm att hon inte kommer att delta i kommande säsong av Let's Dance.